# Amaro

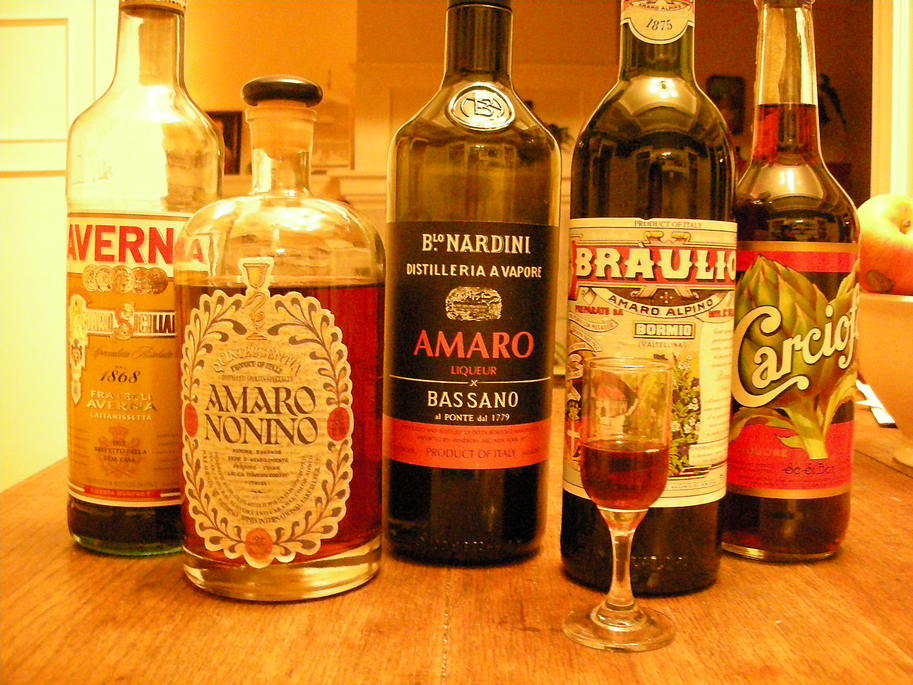
Różne typy amaro.

Amaro (z włoskiego "gorzki") – termin, którym określa się włoski likier ziołowy o dominującym gorzkim smaku zazwyczaj pijany jako digestif. Amaro nie jest zatem marką tylko nazwą ogólną pewnej grupy alkoholi mających wspólne cechy charakterystyczne jak pochodzenie, słodko-gorzki smak oraz zawartość alkoholu na poziomie 16-40%.
Amaro powstaje na bazie produktów pochodzących z Włoch – ziół, przypraw, kwiatów i/lub skórki owoców cytrusowych. Skład mieszanki różni się w zależności od marki, a informacje takie jak proporcje użytych produktów, czy szczegóły procesu powstawania amaro utrzymywane są w tajemnicy. Po wybraniu składników bazowych dla danego likieru poddaje się je procesom mającym na celu uzyskanie z nich smaku i aromatu – część z nich zostaje namoczona w alkoholu, część w wodzie. Każdy z użytych produktów ma pewien określony czas, w którym oddaje rozpuszczalnikowi swoją esencję. Dlatego też składające się na końcowy efekt, czyli smak likieru, elementy często nie mogą być macerowane razem. W chwili uzyskania oczekiwanego rezultatu prowadzonych do tej pory działań, poszczególne ciecze łączy się ze sobą w ściśle określonych proporcjach, a następnie przelewa do beczek (niektóre rodzaje amari np. Fernet-Branca dojrzewają) lub butelek.
Wiele marek deklaruje, że obecny skład likierów pozostaje niezmieniony od czasu powstania oryginalnych receptur.
Przypuszcza się, że pierwsze gorzkie likiery ziołowe były pierwotnie wykorzystywane jako środki o działaniu leczniczym, a ich stworzenie przypisuje się mnichom.

## Smak
Do skomponowania odpowiedniego aromatu oraz uzyskania właściwego smaku danego likieru wykorzystywane są zioła i przyprawy – od kilku nawet do kilkudziesięciu rodzajów. Do stworzenia gorzkiego likieru ziołowego można wykorzystać np. goryczkę, dzięgiel, karczoch hiszpański, chinowiec (china), melisę lekarską (melissa), miłowonkę trójlistną (cedrina), jałowiec, anyż, koper włoski, imbir, miętę, tymianek, szałwię, wawrzyn, skórkę cytrusową, lukrecję, cynamon, kardamon, szafran, rutę (ruta), piołun (assenzio) oraz kwiaty bzu (sambuco).

## Style

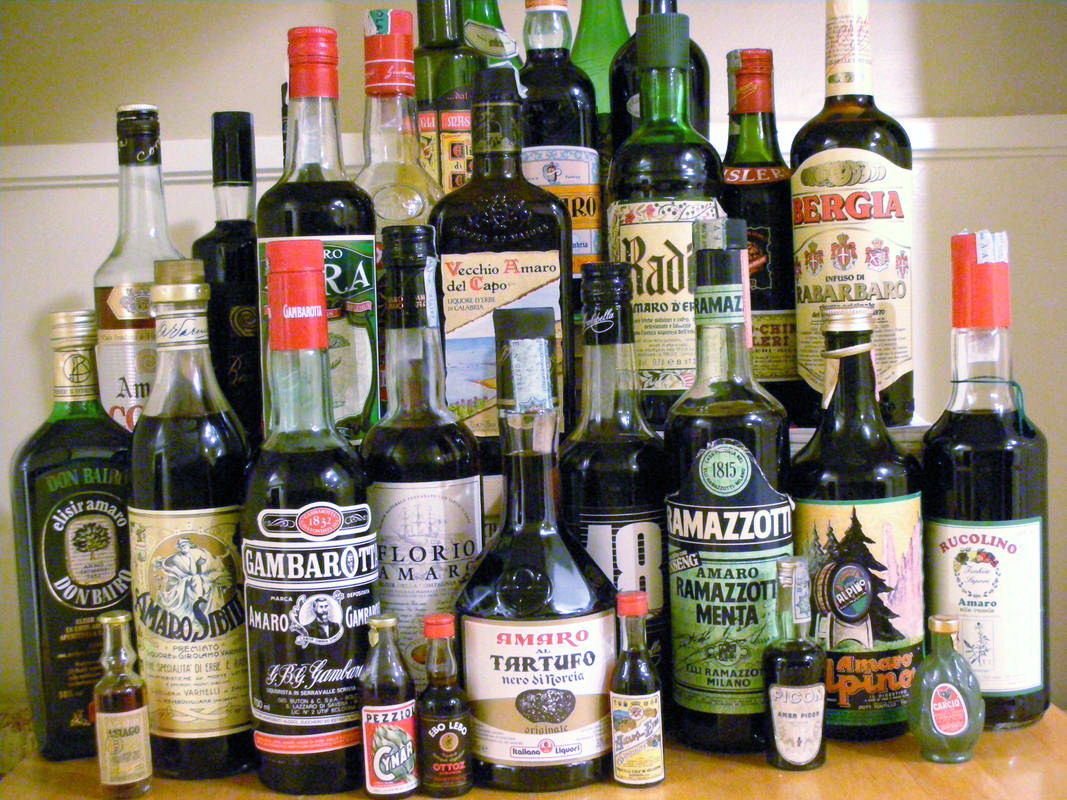
Likiery ziołowe.

- Medium – zawartość alkoholu osiąga zazwyczaj poziom 32%; smak jest dobrze zbalansowanym połączeniem goryczy, słodkości oraz nut cytrusowych; przykłady stanowią: Montenegro, Ramazzotti, Averna, Amaro Lucano, Luxardo Amaro Abano.
- Fernet – są bardziej gorzkie niż pozostałe kategorie amari; zalicza się do nich: Fernet Branca, Fernet Stock, Luxardo Fernet, Amaro Santa Maria Al Monte.
- Jasne/Lekkie – cechuje je stosunkowo jasny kolor; ponadto w porównaniu z innymi typami posiadają więcej cytrusowych akcentów; styl ten reprezentują: Amaro Nonino, Amaro Florio, Amaro del Capo.
- Alpejskie – aromatyzowane ziołami pochodzącymi z Alp; smak niektórych amari z tego rodzaju określa się jako dymny; mają około 17%; wśród przedstawicieli gatunku znajdują się: Amaro Alpino, Amaro Zara, Amaro Braulio.
- Wermut – nie są produkowane na bazie alkoholu zbożowego jak wszystkie pozostałe gorzkie likiery; podstawą ich składu jest wino przez co charakteryzują się znacznie słodszym smakiem i cytrusowym aromatem; przykłady to: Amaro Don Bairo, Amaro Diesus del Frate.
- Carciofo – ten styl przejął swoją nazwę od jednego z produktów, na bazie których powstaje likier (karczocha) i zazwyczaj ma 17%; amari tego typu często traktowane są jako aperitif (Cynar).
- Tartufo – robione z dodatkiem czarnych trufli; zazwyczaj produkowane są w jednym centralnych regionów administracyjnych Włoszech – Umbrii – innym miejscem znanym z tego typu amari jest San Marino.
- China – tworzone są z dodatkiem kory chinowca; najstarszą oraz najbardziej popularną marką jest China Martini z siedzibą w Turynie.
- Rabarbaro – likiery tego rodzaju powstają na bazie rabarbaru, a najbardziej rozpowszechnioną marką jest Zucca mieszcząca się w Mediolanie.
- Miscellaneous – z dodatkiem miodu, kopru włoskiego lub zielonych orzechów wraz z ich łupiną (nocino).

## W innych krajach
Likiery ziołowe podobne do włoskich amari są tradycyjnie produkowane w całej Europie. Istnieje wiele regionalnych odmian tego typu trunków i tak na przykład wszystkie wytwarzane w Niemczech noszą wspólną nazwę Kräuterlikör. Poza wymienionymi już Włochami i Niemcami likiery ziołowe produkuje się na Węgrzech, w Holandii i Francji. Określenie amaro ma zastosowanie tylko do włoskich alkoholi tego rodzaju.

## Marki

Butelki: Branca Menta oraz holenderskiego Petrus Boonekamp

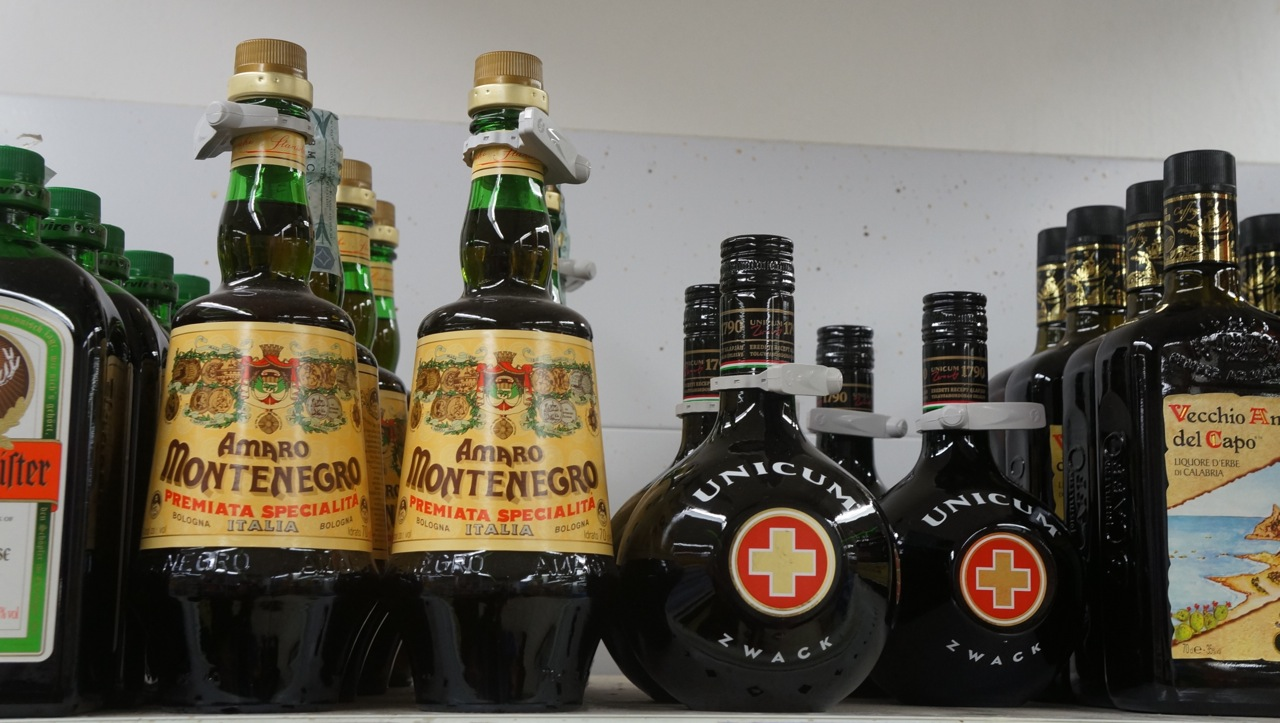
Butelki: Amaro Montenegro i węgierskiego, gorzkiego likieru Unicum.

We Włoszech jest prawie 900 odmian amaro, wśród nich:
- Amaro Averna - recepturę opracowali mnisi z opactwa Santa Spirito w Caltanisetta, obecnie (2022) marka należy do grupy Campari[1],
- Amaro Lucano - recepturę opracował w 1894 Pasqual Vena, cukiernik z Matery[1].
- Amaro Montenegro - powstały w 1885 w Bolonii, początkowo występował pod nazwą Elisir Lungavita (wł. Eliksir Długowieczności)[1],
- Amaro Ramazzotti - powstał w 1815 w Mediolanie[1],
- Amaro Sibilla
- Cynar - stworzony w 1948 w Wenecji[1]
- Fernet-Branca - produkowany od 1845 w Mediolanie[1],
- Fernet
- Nardini Amaro Bassano
- Amaro Bato Pellegrino

## Źródła
- http://italianfood.about.com/od/aperitifscoffee/r/blr0484.htm
- https://web.archive.org/web/20190125235150/http://www.amariamari.com/ (w języku włoskim)
- http://web.archive.org/web/20140420012500/http://www.glasistre.hr/vijesti/pula_istra/amaru-zlatna-medalja-u-konkurenciji-2-100-pica-448998 (w języku chorwackim)
- http://query.nytimes.com/gst/fullpage.html?res=9D0CE3DF103BF933A05752C0A967958260&sec=&spon=&pagewanted=all
- http://www.glasistre.hr/vijesti/mozaik/dva-srebrna-odlicja-rovinjskim-likerima-507251 (w języku chorwackim)
- http://www.fernetbranca.com/#section_4_3